# Dracontomelon duperreanum
Dracontomelon duperreanum är en sumakväxtart som beskrevs av Jean Baptiste Louis Pierre. Dracontomelon duperreanum ingår i släktet Dracontomelon och familjen sumakväxter. Inga underarter finns listade i Catalogue of Life.